# فيديريكو فيلار
فيديريكو فيلار (بالإسبانية: Federico Villar)‏ (24 نوفمبر 1985 ببوينس آيرس في الأرجنتين - ) هو لاعب كرة قدم أرجنتيني في مركز الدفاع. لعب مع نادي سبارتاك فارنا وسنترال قرطبة دي روساريو ‏ وBoca Río Gallegos ‏ وSan Martín de Burzaco ‏ ونادي أتلتيكو أرجنتينو.

## وصلات خارجية
- فيديريكو فيلار على موقع قاعدة بيانات كرة القدم.إي يو (الإنجليزية)
- فيديريكو فيلار على موقع قاعدة بيانات كرة القدم.إي يو (الإنجليزية)